# 大施韦德尼茨
大施韦德尼茨（德語：Großschweidnitz）是德国萨克森州的市镇，隶属于格尔利茨县。总面积为7.47平方千米，截至2023年12月31日总人口为1,245人。